# Theridion opuntia
Theridion opuntia är en spindelart som beskrevs av Claude Lévi 1963. Theridion opuntia ingår i släktet Theridion och familjen klotspindlar. Inga underarter finns listade i Catalogue of Life.